# 담양 김씨
담양 김씨(潭陽金氏)는 전라남도 담양군을 본관으로 하는 한국의 성씨이다.
시조 김삼준(金三端)은 언양 김씨의 시조인 김선(金鐥)의 후손으로, 조선에서 장령 및 김제 군수 등을 지냈다

## 참고 자료
- “담양김씨(潭陽金氏)”. 뿌리를 찾아서.[깨진 링크(과거 내용 찾기)]